# 나탈리에 코르네이치크
나탈리에 코르네이치크(Natalie Korneitsik, 1991년 12월 30일 ~ )는 에스토니아의 미인 대회 우승자이다. 2012년 미스 에스토니아 우승자이며 2012년 미스 유니버스에서 에스토니아 대표로 참가했다.